# Оливник мінданайський
Оли́вник мінданайський (Hypsipetes rufigularis) — вид горобцеподібних птахів родини бюльбюлевих (Pycnonotidae). Ендемік Філіппін.

## Поширення і екологія
Мінданайські оливники є ендеміками острова Мінданао. Поширені переважно на заході острова, на півострові Замбоанга і на сусідньому острові Басілан. Живуть в рівнинних тропічних лісах і на узліссях.

## Збереження
МСОП класифікує стан збереження виду як близький до загрозливого. Мінданайським оливникам загрожує знищення природного середовища.